# Línea M-103 (Área de Málaga)
La línea M-103 es la única actualmente en servicio de Urbanos de Benalmádena, anteriormente conocida como Transporte Urbano de Benalmádena;  nombre bajo el cual la empresa de transportes CTSA-Portillo (perteneciente a Avanza Movilidad Integral) presta el servicio de autobuses urbanos en el municipio de Benalmádena, en la provincia de Málaga, España. Es la única línea que discurre únicamente dentro de los límites del municipio, si bien otras líneas lo atraviesa procedentes o con destino a otras localidades, principalmente de Málaga, Torremolinos, Fuengirola y Mijas.
Inicialmente compuesto por tres líneas, según un convenio entre la empresa concesionaria y el ayuntamiento de la localidad en 2006, el servicio fue reducido a una línea, tras la suspensión de las líneas 1 y 3 en 2009. En julio de 2010 entró también en servicio una nueva línea circular que une la zona de Capellanía con Nueva Torrequebrada

## Líneas
La línea M-103 o Línea 1 del Urbano de Benalmádena, anteriormente conocida como 2 (L2,) realiza un recorrido desde la urbanización Stupa de la Iluminación hasta la urbanización Nueva Torrequebrada, atravesando Benalmádena Pueblo y Arroyo de la Miel, su estación de cercanías, el CHARE, Hospital Xanit Internacional y el Club Hípico hacia las urbanizaciones de la costa oeste del municipio.
| Línea | Trayecto                     | Primer autobús         | Último autobús           | Plano y horarios |
| ----- | ---------------------------- | ---------------------- | ------------------------ | ---------------- |
| M-103 | Estupa - Nueva Torrequebrada | 7:00 ida / 7:40 vuelta | 20:45 ida / 21:30 vuelta | LíneaM-103       |

## Tarifas
Las tarifas vigentes en 2014 son las siguientes:
| Billete            | Coste  |
| ------------------ | ------ |
| Billete Ordinario  | 1,70 € |
| Bonobús Ordinario  |        |
| Bonobús Estudiante | 0,44 € |
| Bonobús Jubilado   | 0,31 € |

## Conexión con autobús interurbano
Existen paradas coincidentes con las siguientes líneas adscritas al Consorcio de Transporte Metropolitano del Área de Málaga:
| Línea | Trayecto                                  |
| ----- | ----------------------------------------- |
| M-110 | Málaga-Benalmádena Costa                  |
| M-112 | Málaga-Mijas                              |
| M-115 | Málaga-Benalmádena Costa (Directo)        |
| M-116 | Benalmádena-Teatinos (de octubre a junio) |
| M-120 | Torremolinos-Fuengirola                   |
| M-121 | Torremolinos-Benalmádena-Mijas            |
| M-123 | Churriana-Benalmádena Costa               |
| M-124 | Carola-Torremolinos                       |
| M-125 | Torremolinos-Patronato                    |
| M-126 | Benalmádena-Torremolinos                  |
| M-128 | Aeropuerto-Torremolinos-Benalmádena Costa |
| M-320 | Málaga-Marbella                           |